# STS-98
STS-98 foi uma missão da NASA realizada pelo ônibus espacial Atlantis, lançado em 7 de fevereiro de 2001.

## Tripulação
| Posição                  | Astronauta       |
| ------------------------ | ---------------- |
| Comandante               | Kenneth Cockrell |
| Piloto                   | Mark Polansky    |
| Especialista de missão 1 | Robert Curbeam   |
| Especialista de missão 2 | Marsha Ivins     |
| Especialista de missão 3 | Thomas Jones     |